# Vanesa Campos
Vanesa Campos (Cayaltí, 1982 - París, 17 de agosto de 2018) fue una inmigrante y trabajadora transexual peruana. Fue asesinada a los 36 años en el bosque de Boulogne, en París, la noche del 16 al 17 de agosto de 2018, después de haberse opuesto a un grupo de hombres armados con una pistola robada a un policía.
El crimen sucedió en un contexto de inseguridad creciente en el bosque de Boulogne, consecuencia de una nueva ley que tiene como objetivo «reforzar la lucha contra el sistema prostitucional». Al penalizar a los clientes de las prostitutas, las obliga a esconderse dentro del bosque, a salvo de la policía pero a merced de pandillas mafiosas.
Diez sospechosos egipcios y un sirio, incluyendo por lo menos dos menores de edad, fueron detenidos entre agosto de 2018 y enero de 2019 en Francia y Alemania. En enero de 2022, los asesinos de Vanesa Campos son condenados a 22 años de cárcel.

## Biografía

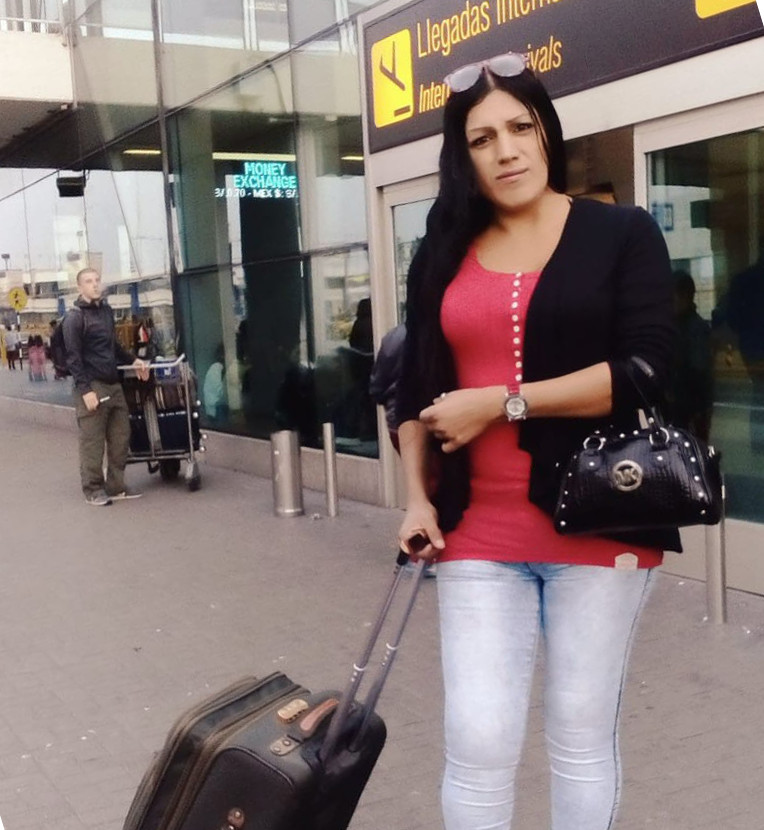
Vanesa Campos el día de su partida de Lima a París.

Vanesa Campos creció en Cayaltí, un pueblo del norte del Perú. Dejó la casa de sus padres que no entendían su condición, y se hizo amiga de Karen quien la enseñó a defenderse. Juntas, se fueron a la capital. En 2012, después de que Argentina adoptara una ley que permite el cambio de estado civil bajo simple declaración, Karen y Vanesa Campos se fueron a Buenos Aires. Sin embargo, en Argentina, la policía es especialmente cruel hacia las personas trans. Vanesa fue la primera en irse para Europa.
Se instaló en París en 2016, sin permiso de residencia, con el objetivo de ganar suficiente dinero para comprarle una casa a su madre viuda y aislada. Vivía entonces con dos colegas en un departamento de dos cuartos en la puerta de Clignancourt, en el XVIII Distrito de París. A partir de septiembre de 2016, se prostituía todas la noches en la calle del Pré Catelan, en el bosque de Boulogne, dentro de una zona ocupada por la pequeña comunidad trans de América Latina que no está bajo el control de proxenetas. Su sueldo era irrisorio pero lograba mandar un poco de dinero cada mes a su madre, su hermano y sus dos hermanas. Según una colocataria, «ella nunca se sonrojaba cuando le preguntaban en qué trabajaba». Recibió una orden de abandonar el territorio francés pero hubiera podido ser regularizada por razones médicas. Era deportista y militaba en asociaciones, especialmente en Acceptess-T. Según la directora de esta asociación, Giovanna Rincon, Vanesa Campos ayudaba a los más necesitados, sin dudar en «ir al frente para defender a sus amigas y colegas de trabajo» en situaciones de tensión en el bosque de Boulogne. Una amiga la describe como «una bocona que no le tenía miedo a nada».

## Asesinato

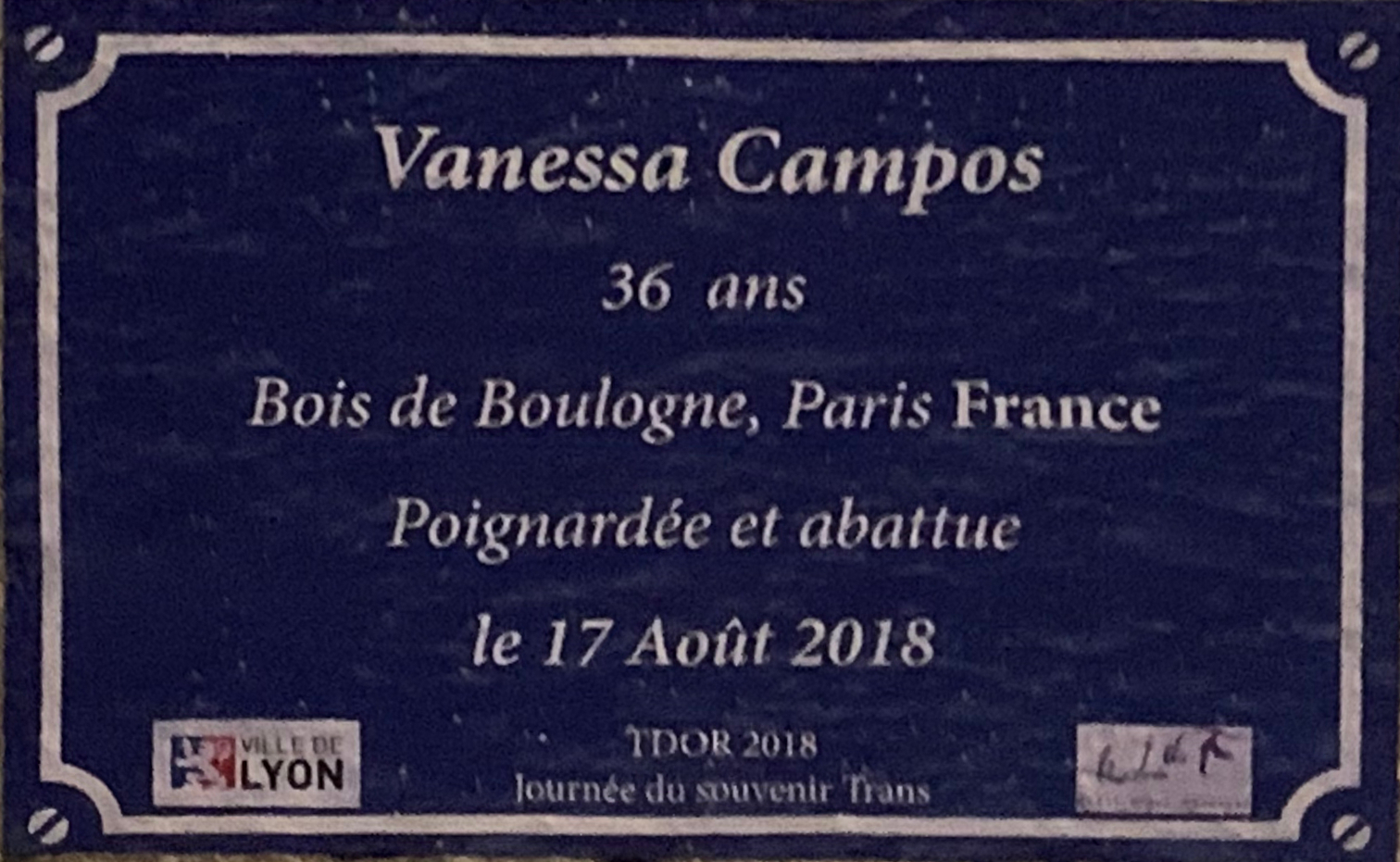
Placa conmemorativa en la plaza Griffon (Lyon).

El asesinato de Vanesa Campos tuvo lugar en un contexto de criminalidad creciente en el bosque de Boulogne. Una banda de hombres organizados robaban a las prostitutas y a sus clientes; durante el verano 2018, sus ataques fueron diarios. Vanesa Campos alertó a la policía un día que estaban haciendo una ronda pero por falta de pruebas, no reaccionaron: «Siempre era la misma historia. Nos pedían su identidad pero no la conocíamos. Por más que diéramos detalles en nuestras descripciones, la policía no nos hacía caso. Al fin y al cabo, sólo somos putas. ¿Quién se preocupa realmente por nosotras?». Testimonios muestran que efectivamente, los policías burlan y humillan a las prostitutas trans indocumentadas en lugar de ayudarlas. Las prostitutas sin documentos no se atreven a denunciar los abusos en la comisaría por miedo a ser expulsadas.
Vanesa Campos creó una señal de alerta para que todas la usaran en caso de peligro y distribuyó bombas lacrimógenas. Contrató un guardaespaldas, también indocumentado. El 14 de agosto de 2018, logró hacer huir a uno de los asaltantes que, la misma noche, rompió un automóvil de la policía y robó un revólver 9 mm (otras fuentes indican que el robo del arma tuvo lugar el 9 de agosto). El 16 de agosto de 2018, hacia las 23 horas, los hombres volvieron en mayor número y atacaron al guardaespaldas. Vanesa Campos se encontró sola frente a ellos y pidió auxilio gritando «¡Chicas todas!». Uno de los egipcios le disparó en el pecho, antes de disparar varias veces al cielo. Luego se ensañaron contra ella, armados de cúteres, cuchillas, palos y de una arma de fuego, antes de huir en automóvil. A las 23:30 horas, las colegas de Vanesa Campos la encontraron tendida en un charco de sangre. Los bomberos que llegaron treinta minutos después, no lograron reanimarla.
Su cuerpo fue repatriado a Cayaltí. A pesar de que su género y nombre de nacimiento no había sido modificado en el registro civil, a solicitud de su madre, es efectivamente el nombre de Vanesa el que aparece en su tumba. Un pequeño monumento le rinde homenaje en el bosque de Boulogne.

## Reacciones

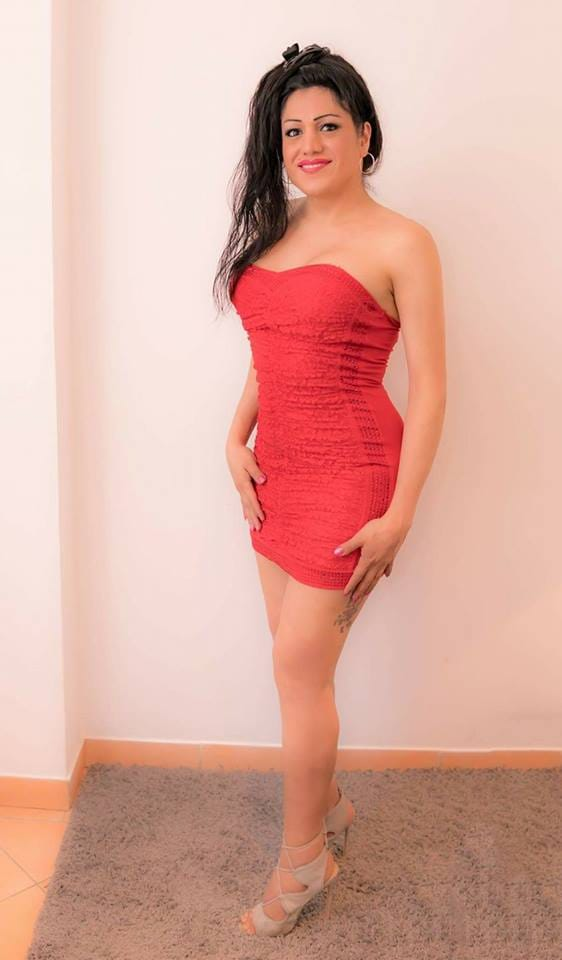
Vanesa Campos en París.

Al día siguiente de su asesinato, la indiferencia fue casi general. La prensa utilizó el género errado para nombrar a la víctima evocando, a partir de fuentes policiales, el asesinato de «un prostituto travesti». Una forma de «matar a Vanesa una segunda vez». Una fuente policial declaró al Parisien que la víctima «no debió» intervenir para defender a su cliente.
En un comunicado, el STRASS (un sindicato de trabajadores sexuales en Francia) y Acceptess-T declararon:

Tenemos esa extraña impresión de que nuestras muertes no causan ninguna emoción. Para nosotras, nunca hay duelo nacional. Nunca hay conmemoración oficial […] Los asesinatos de mujeres trans trabajadoras sexuales no tienen nada raro. […] Nuestras muertes son normalizadas. Una puta que muere es como un personaje de videojuego que mata.

Una ceremonia íntima fue organizada una semana después del asesinato, el jueves 23 de agosto, en el lugar del drama y un homenaje de la asociación fue realizado al día siguiente. Atrajo por fin la atención de la prensa el 24 de agosto de 2018, cuando unas cien personas cercanas a la víctima (300 según Le Monde) participaron en una marcha blanca que se juntó en la puerta Dauphine en París, y caminó hasta el lugar del asesinato, en su memoria. Pidieron justicia por todas las víctimas de agresiones, y denunciaron el «silencio ensordecedor» de los medios. Gritando «¡Trans asesinadas, Estado cómplice!» y «¡Arresten a nuestros agresores, no a nuestros clientes!», las asociaciones presentes pidieron la abrogación de las leyes de 2003 y de 2016 que reprimen y criminalizan la prostitución y son responsables del aumento de la violencia en los lugares de prostitución. Otras reuniones y marchas tuvieron lugar en Francia el mismo día, en Lille y en Lyon.
La ausencia de reacción del gobierno también fue denunciada. Marlène Schiappa, la Secretaria de Estado encargada de la Igualdad entre hombres y mujeres, y defensora de la ley contra las violencias sexuales y sexistas, fue interpelada el 22 de agosto de 2018 por el diputado Raphaël Gérard, pero reaccionó solamente una semana después, de una manera decepcionante según Thierry Schaffauser, para darle el pésame a los familiares de la víctima, declarando que «todas las mujeres deben ser protegidas de las violencias sexistas y sexuales, todas esas violencias deben ser condenadas».
A inicios de septiembre, el semanario francés Paris Match publicó una foto del cadáver desnudo de Vanesa Campos. En reacción, Acceptess-T consiguió el dinero necesario para traer a su hermana a París, puso su abogado, Antoine Landon, a su disposición y se constituyó parte civil junto a ella. Lograron obtener que el semanal fuera condenado a pagar 12 000 € por daños y perjuicios a la hermana de Vanesa Campos.
El 21 de septiembre de 2018, la movilización siguió con una nueva marcha organizada en París. La prensa extranjera empezó a difundir el caso anunciando la detención de varios sospechosos.
Unas cincuenta personas participaron en un encuentro un año después del asesinato, en 2019. Una amiga de Vanesa declaró «Vamos a seguir luchando, no sólo por Vanesa sino también por todas las que trabajan aquí, las personas trans y las personas LGBTI». La copresidenta de Acceptess-T prometió: «No bajaremos los brazos. No descansaremos hasta que los asesinatos sean condenados».

## Encuesta y procesos judiciales
Gracias a los testimonios de las colegas y amigas de Vanesa Campos, la policía logró determinar los perfiles de los asaltantes. El lunes 20 de agosto de 2018, cinco personas, entre 16 y 30 años, fueron investigadas y encarceladas de manera provisional por «asesinato en banda organizada» y «robo en grupo con degradaciones». Un testigo anónimo denunció al jefe de la banda a los investigadores quienes interceptaron sus conversaciones. Ese hombre de 25 años fue detenido en su domicilio y llevado a la cárcel junto con otros cinco sospechosos. Nueve de los diez sospechosos fueron detenidos en un mes. Tenían entre 16 y 30 años. Al menos dos de ellos eran menores aislados de los cuales debió hacerse cargo la ayuda social para la infancia en el momento de los hechos, en vez de dejarlos librados a ellos mismos. Mahmoud K., designado por los sospechosos como el que disparó, fue identificado a fines de 2018 en Alemania después de tres meses de búsqueda y una orden de detención europea. Fue detenido en enero de 2019 y extraditado hacia Francia. En mayo de 2019, el arma del crimen fue encontrada en el bosque.
Los asesinos de Vanesa Campos son condenados a 22 años de cárcel.

## Una consecuencia de la «lucha contra el sistema prostitucional»
El asesinato de Vanesa Campos volvió a abrir el debate sobre la penalización de la prostitución. En 2016, bajo la iniciativa de la ministra de los derechos de las mujeres Najat Vallaud-Belkacem, muy opuesta a la prostitución que considera necesariamente como forzada, el Parlamento eliminó el delito de racolage (la búsqueda pasiva o activa de clientes) e introdujo por primera vez en la historia de la lucha contra la prostitución en Francia, la penalización de los clientes: según la ley que tiene como objetivo «reforzar la lucha contra el sistema prostitucional», «la compra de un acto sexual» será castigada con 1 500 euros de multa, 3 750 € en caso de reincidencia.
Las asociaciones denuncian la responsabilidad de los actores políticos en la muerte de Vanesa Campos. Según los y las trabajadores/as sexuales, las consecuencias de la ley son muchas y muy nefastas: las prostitutas se ven obligadas a aceptar clientes con prácticas arriesgadas a las cuales se negaban antes. También tienen que esconderse para mantener el anonimato de sus clientes, lo cual las hace más vulnerables. Los clientes son cada vez más amenazantes, exigen relaciones sin protección y precios cada vez más bajos. Según una encuesta realizada por dos asociaciones acerca de 589 trabajadoras sexuales, el 88% de ellas están opuestas a la ley y el 78% han notado una dism deinución de sus recursos y una precarización de sus vidas. Una prostituta de cincuenta años declaró a Le Monde en 2018: «Desde hace dos años, un nuevo fenómeno de agresiones en serie ha aparecido, antes no existía». Giovanna Rincon afirmó:

La ley es 100 % responsable de la muerte de Vanesa.